# Rocaille

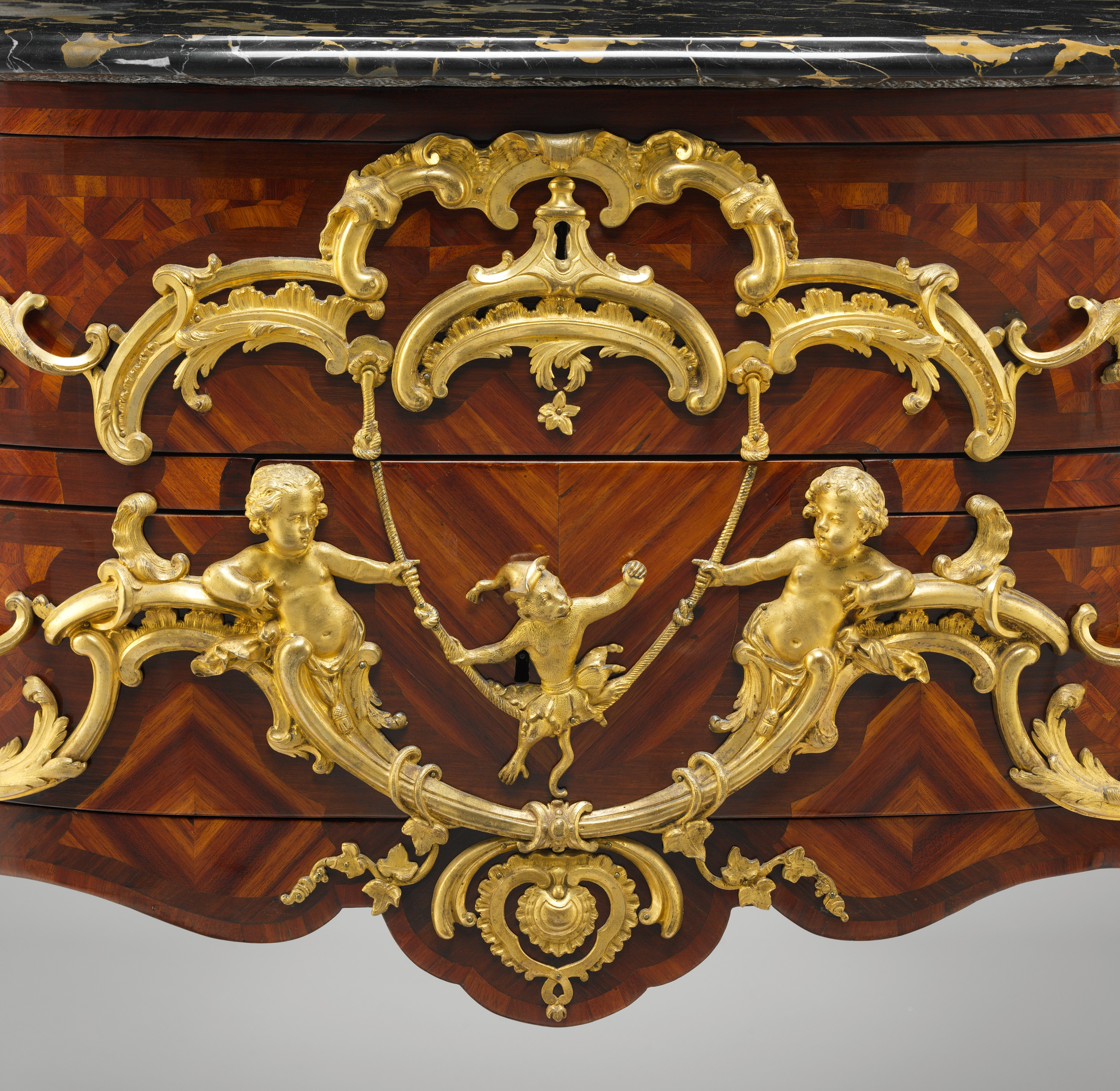
Ornament pe o comodă de Charles Cressent (1745–49), în Muzeul Metropolitan de Artă din New York

Rocaille (pronunție românească [rocai], pronunție franceză [ʁɔkɑj]) este un stil francez de ornamentare exuberantă, cu o abundență de curbe, controcurbe, ondulații, volute și elemente modelate pe natură, care au apărut pe mobilă și în decorul interior în timpul domniei timpurii a lui Ludovic al XV-lea al Franței. A fost o reacție împotriva greutății și formalității stilului Ludovic al XIV-lea (cunoscut și ca baroc francez). A început în jurul anului 1710, a atins apogeul în anii 1730 și a luat sfârșit la sfârșitul anilor 1750, fiind înlocuit de neoclasicism. A fost începutul mișcării baroce franceze în mobilă și design și a marcat, de asemenea, începutul mișcării rococo, care s-a răspândit în Italia, Bavaria și Austria până la mijlocul secolului al XVIII-lea.

## Prezentare generală
Rocailleul a fost exuberant și inspirat de natură la fel cum a fost și rococoul, dar, spre deosebire de rococo, era de obicei simetric și nu era supraîncărcat cu ornamente. Și-a luat numele din amestecul de piatră, scoici și tencuială care au fost folosite pentru crearea unui efect pitoresc în grote în timpul Renașterii și din numele unui ornament în formă de scoică sau cochilie, care e o caracteristică frecventă a ornamentației rocaille. În 1736, designerul și bijutierul Jean Mondon a publicat Premier Livre: De forme Rocquaille et Cartel, o colecție de designuri pentru ornamente de mobilă și decorațiuni interioare. A fost prima apariție tipărită în care termenul rocaille a fost folosit ca să desemneze stilul.
Stilul a fost folosit în special în saloane, un stil nou de cameră conceput ca să impresioneze și să distreze oaspeții. Cel mai proeminent exemplu e salonul prințesei din Hôtel de Soubise din Paris, proiectat de Germain Boffrand și Charles-Joseph Natoire (1735–40). Caracteristicile rococoului francez includ o artă excepțională, în special în cadrul complex realizat pentru oglinzi și picturi, care au sculptat în tencuială și sunt adesea aurite; curbe sinuoase și contracure și folosirea formelor vegetale (viță de vie, frunze, flori) împletite în modele complexe. Printre cei mai importanți designeri de mobilă din stilul ăsta s-au numărat Juste-Aurele Meissonier și Charles Cressent, alături de meșterul în lemn Nicolas Pineau.

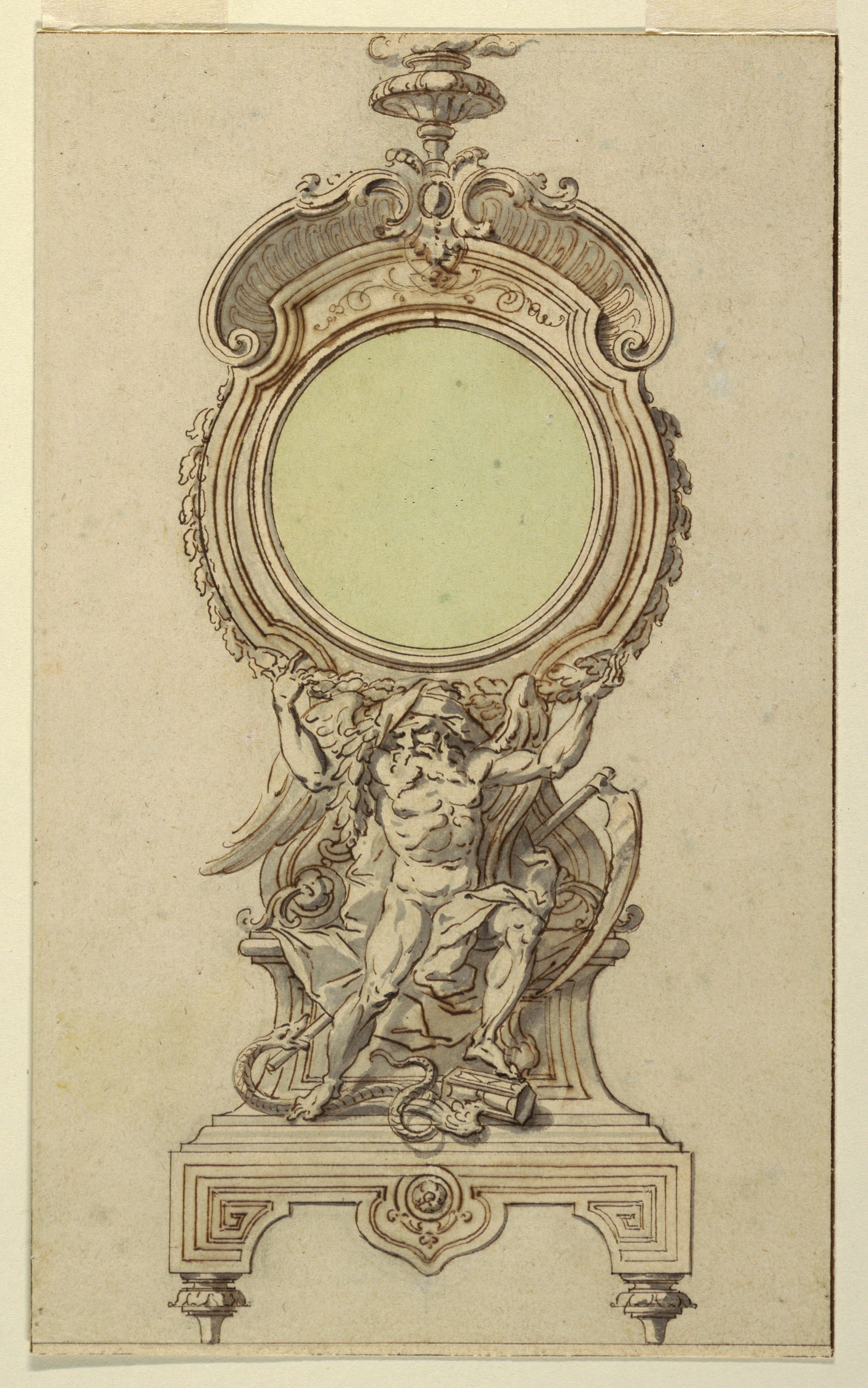
Design de carcasă de ceas, de Gilles-Marie Oppenordt (1715)
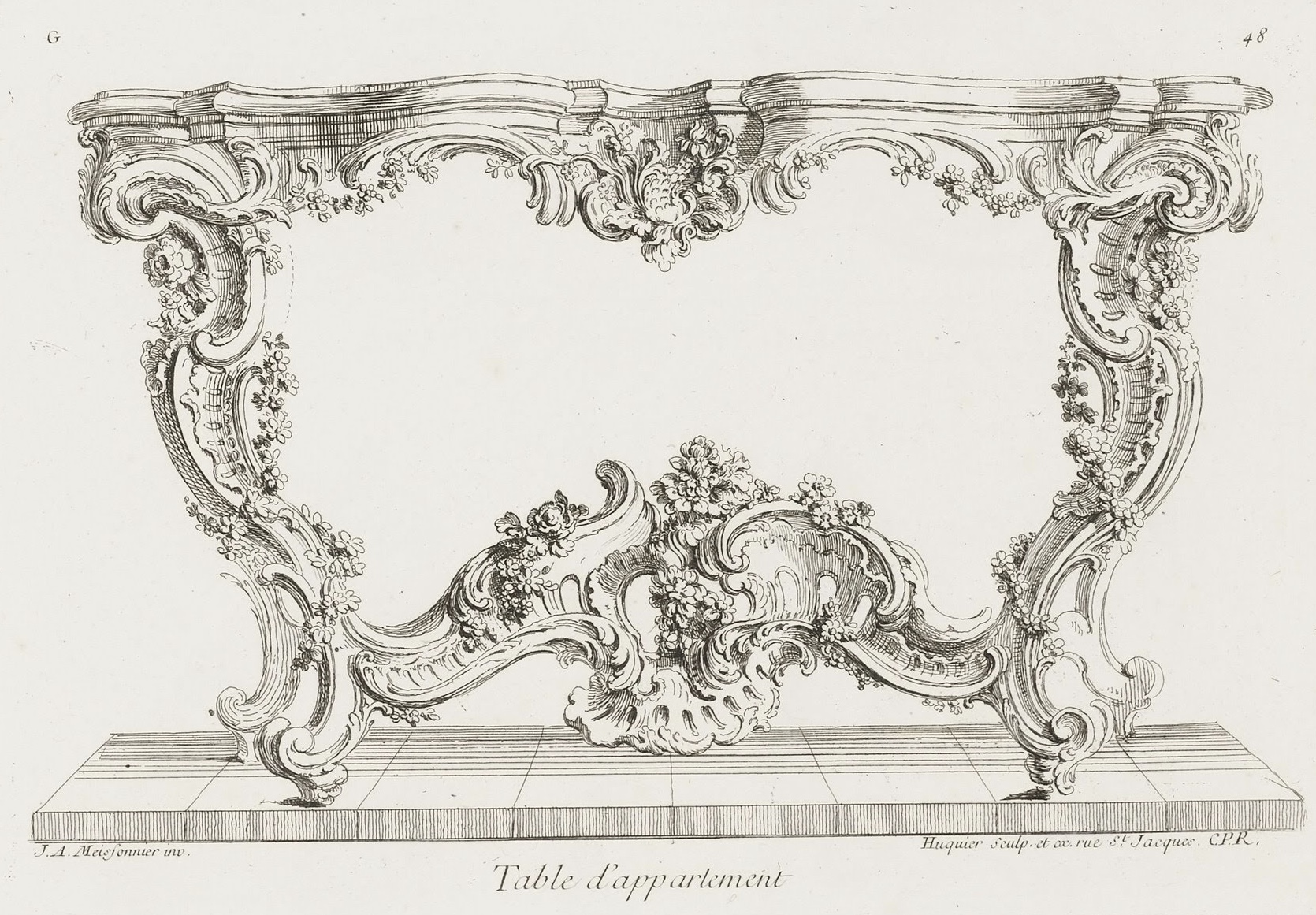
Design de masă de Juste-Aurele Meissonier (circa 1730)
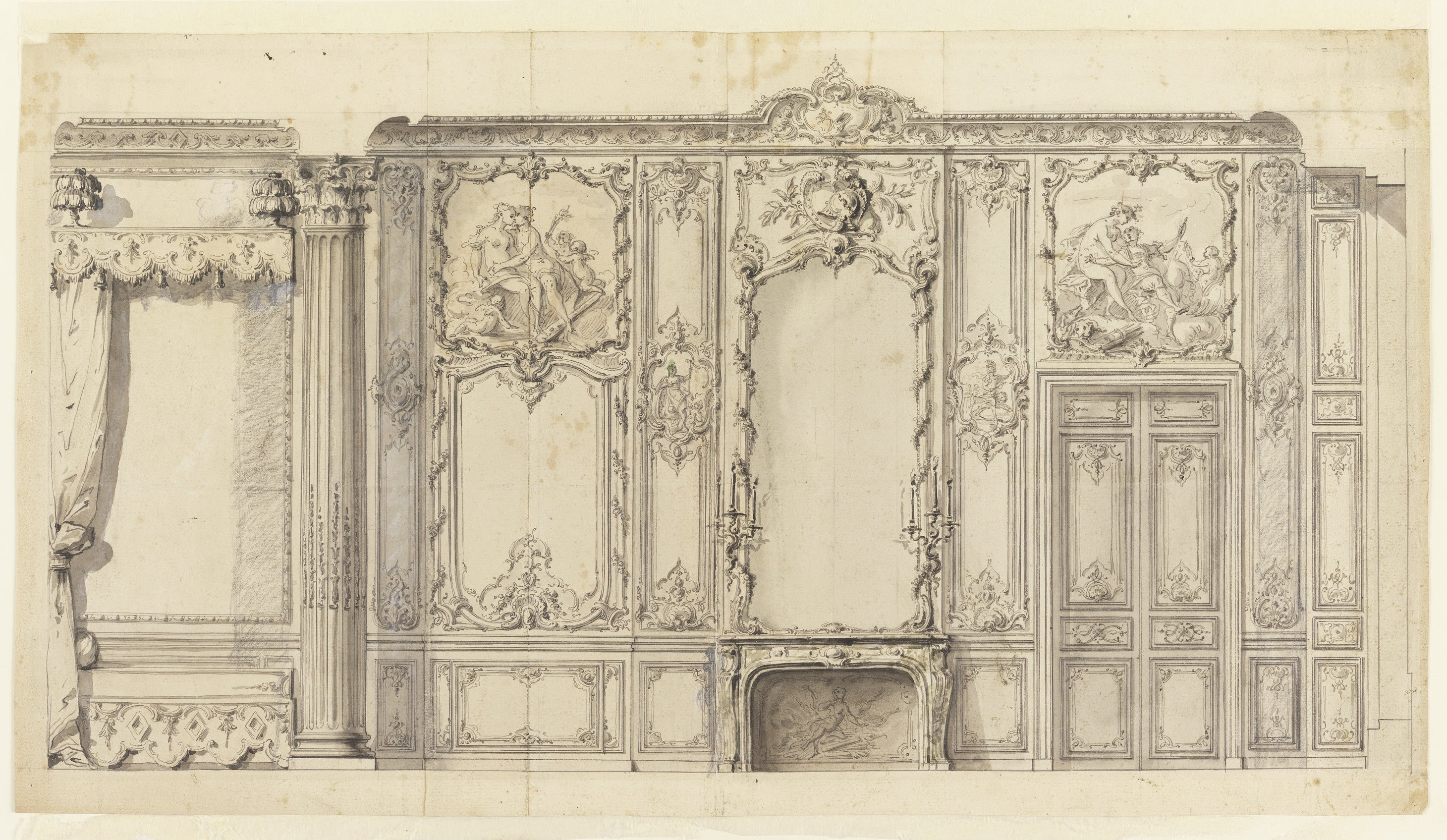
Design pentru dormitorul Prințului din Hotel de Soubise, de Germain Boffrand (1735–1740)
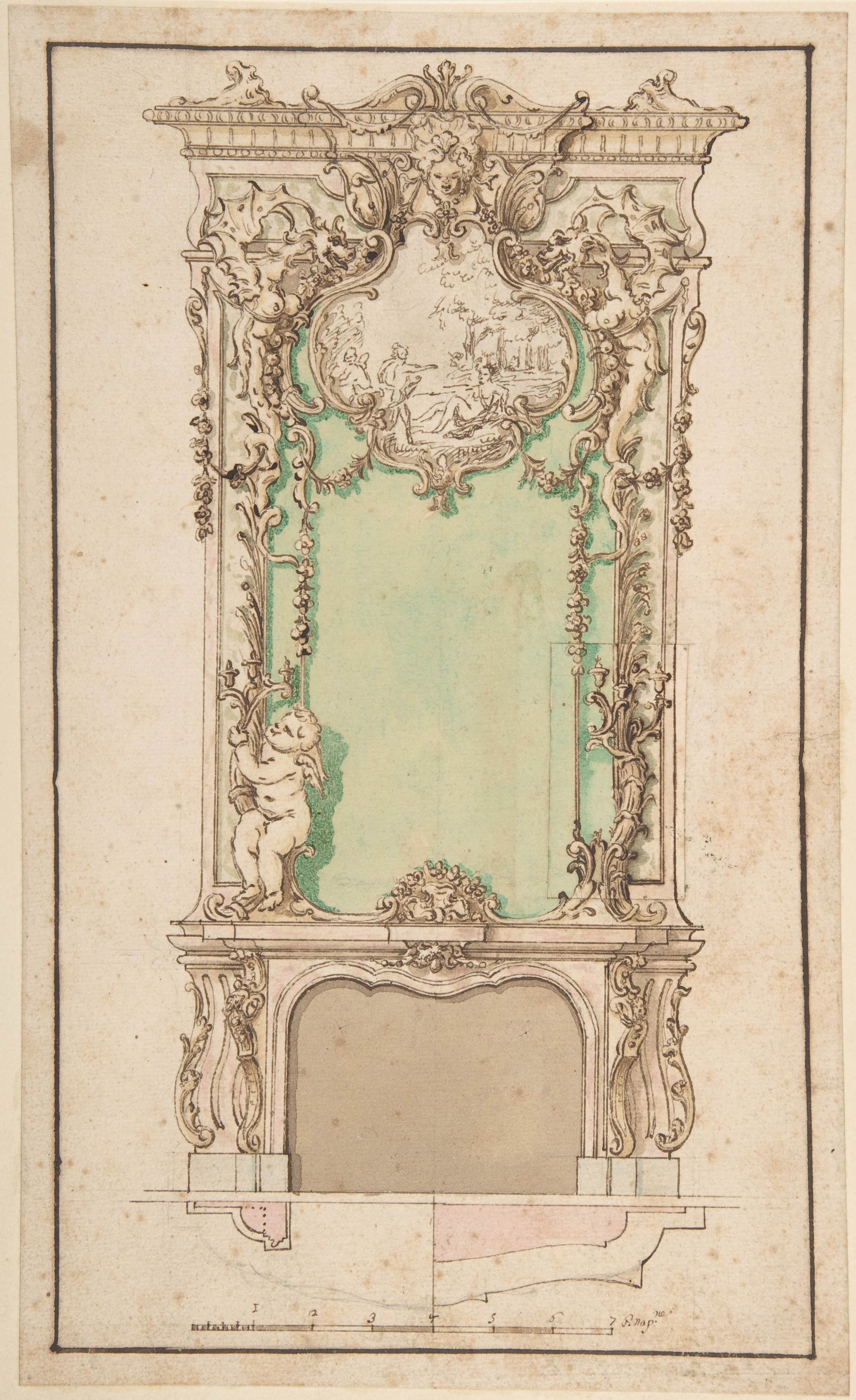
Design de șemineu, de Nicolas Pineau (prima jumătate a secolului XVIII)
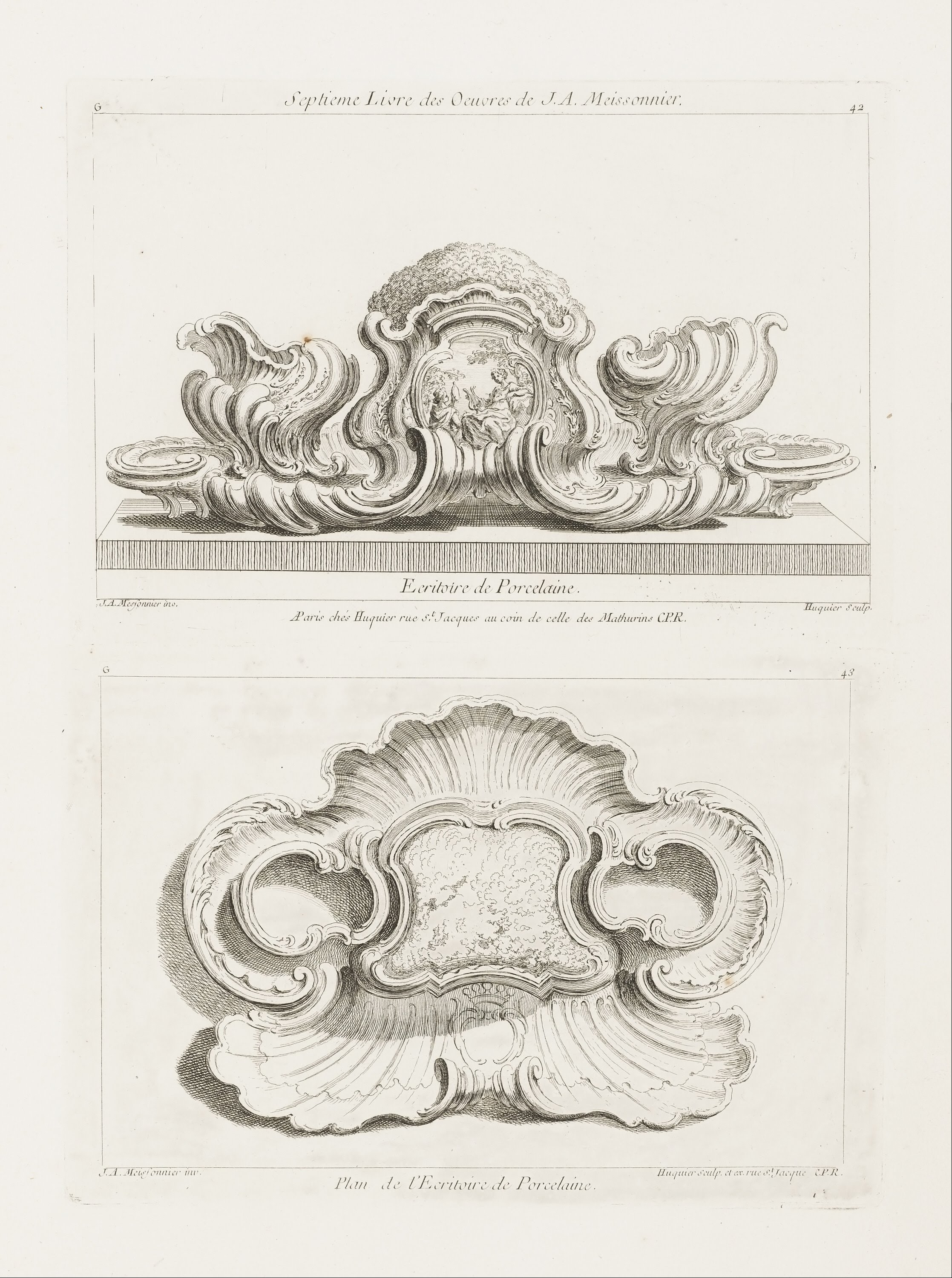
Designuri ale unei călimări de porțelan, de Juste-Aurèle Meissonnier (1748)
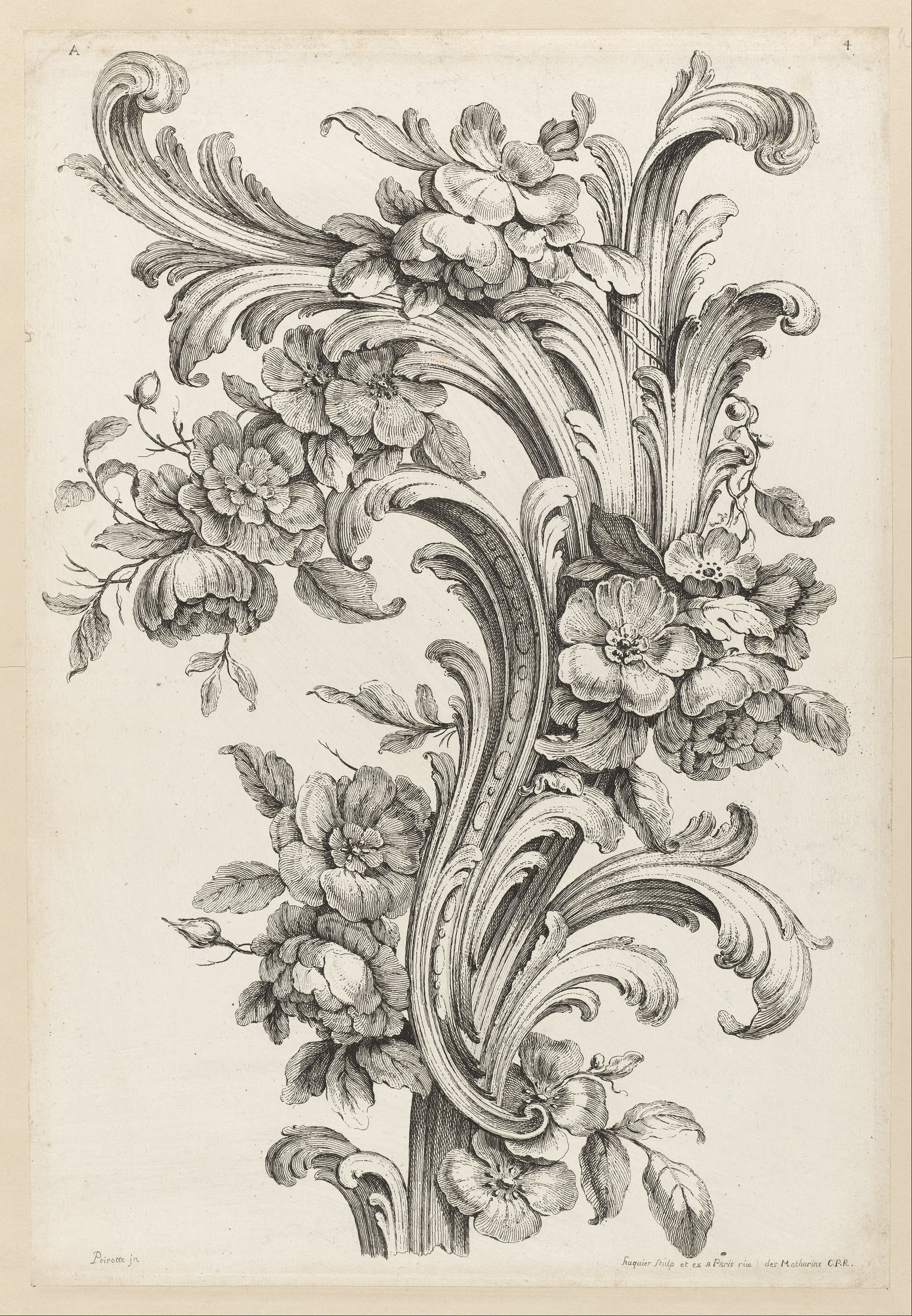
Design floral și cu frunze de acante, de Alexis Peyrotte (1750)

## Mobila
Ornamentarea rocaille a fost puternic încărcată cu forme modelate pe scoici, cascade de frunze și flori, frunze de palmier și alte elemente naturale. Decorul de pe pereți și mobilier era de obicei realizat din lemn sculptat sau tencuială aurită. Designerul francez Bernard Toro a produs în 1716 o carte de modele rocaille timpurii, care a fost larg răspândită în Europa. Primul meșter major în stilul ăsta a fost Juste-Aurèle Meissonnier, urmat de Jean Bérain cel Bătrân, Gilles-Marie Oppenordt, Nicolas Pineau și sculptorii-modelatori Thomas Germain, Jacques Caffieri și germanul Jean-Claude Duplessis.
Printre maeștrii fabricanți de mobilă rocaille e și Mathieu Criaerd (1689–1776), care a devenit maestru în 1738. El era cunoscut în special atât pentru marchetarea sau incrustările sale fine, cât și pentru cuferele sale cu teme chineze sau japoneze, cu panouri lăcuite chinezești și ornamente din bronz aurit și sculptat.
O altă figură importantă a rocailleului a fost meșterul de mobilă Charles Cressent (1685–1768), care a fost maestru meșter atât în breasla sculptorilor în lemn, cât și a sculptorilor de ornamente din bronz, o realizare rar câștigată, respectiv, în 1708 și 1714. Cressent a realizat mobilă nu numai pentru Ludovic al XV-lea, dar și pentru regele Portugaliei și pentru Principele Elector al Bavariei. E cunoscut mai ales pentru comode, dulapuri și birouri, care erau adesea încrustate cu lemn de trandafir și de violetă, și dotate cu ornamente rocaille deosebit de fine din bronz aurit, inclusiv putti amestecați cu păsări și cascade de vegetație. El a introdus mai multe inovații stilistice, inclusiv spagnolettes à aigrette, mici busturi de femei tinere, aplicate pe colțurile comodei și birourilor sale. Tipul ăsta de ornament a devenit o decorație obișnuită folosită de alți maeștri ai rocailleului.
Alți meșteșugari notabili ai mobilei au inclus membrii familiei Cresson, Louis Cresson (1706–1761), Rene Cresson (1705–49) și Michel Cresson (1709–81), toți furnizând scaune, dulapuri, comode și alte mobile lucrate excepțional pentru reședințele regale. Copiii lor au devenit, de asemenea, lucrători în mobilă în timpul domniei lui Ludovic al XVI-lea.

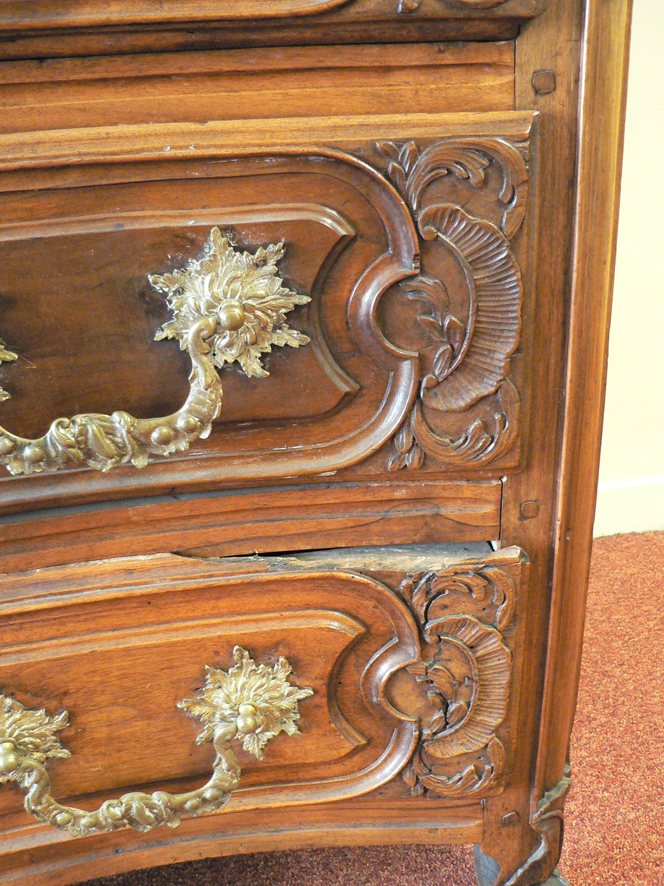
Ornament rocaille cu frunze, flori și scoici
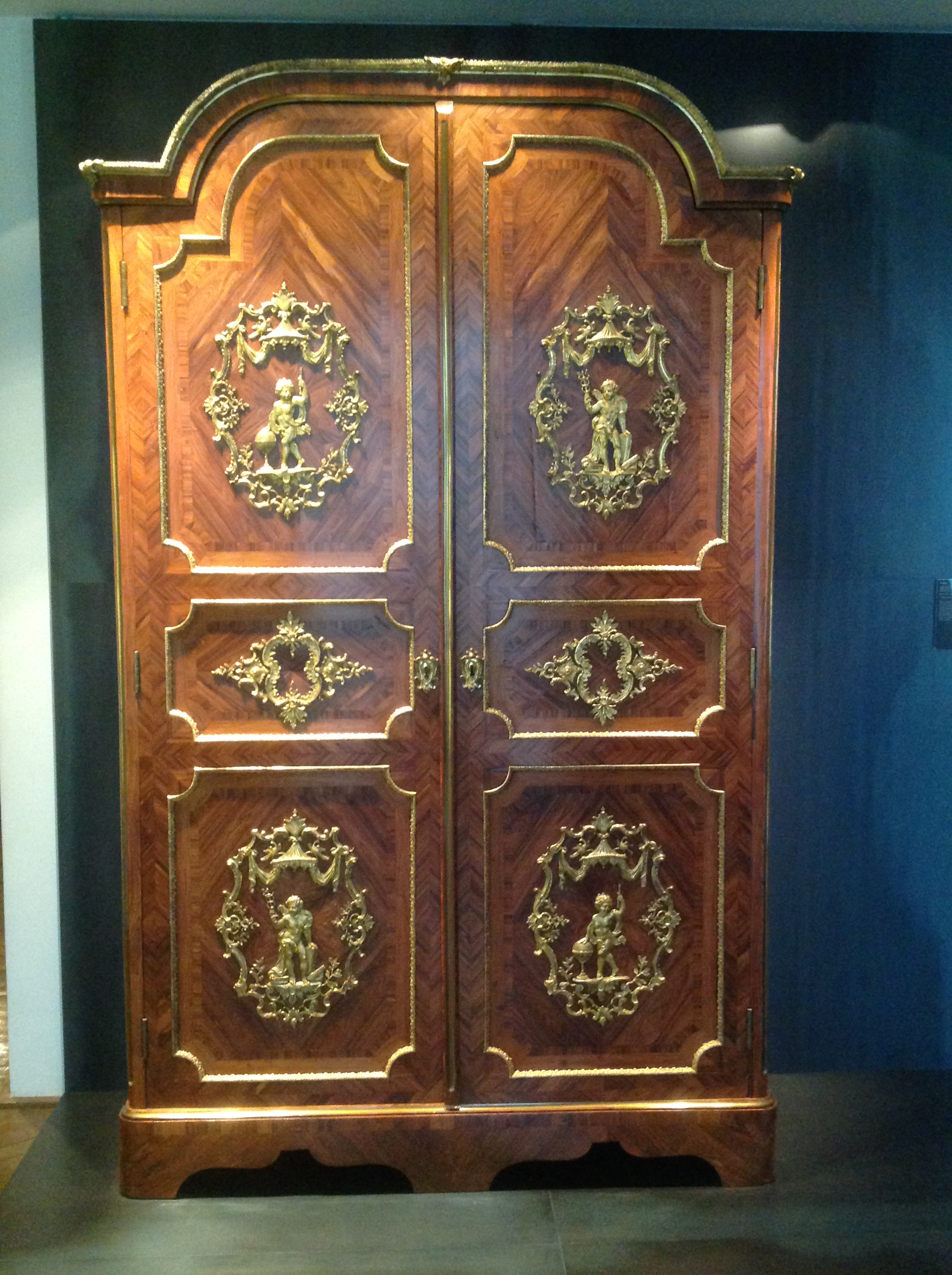
Dulap rocaille Ludovic al XV-lea (1725–1730), de Charles Cressent, (1725–1730)
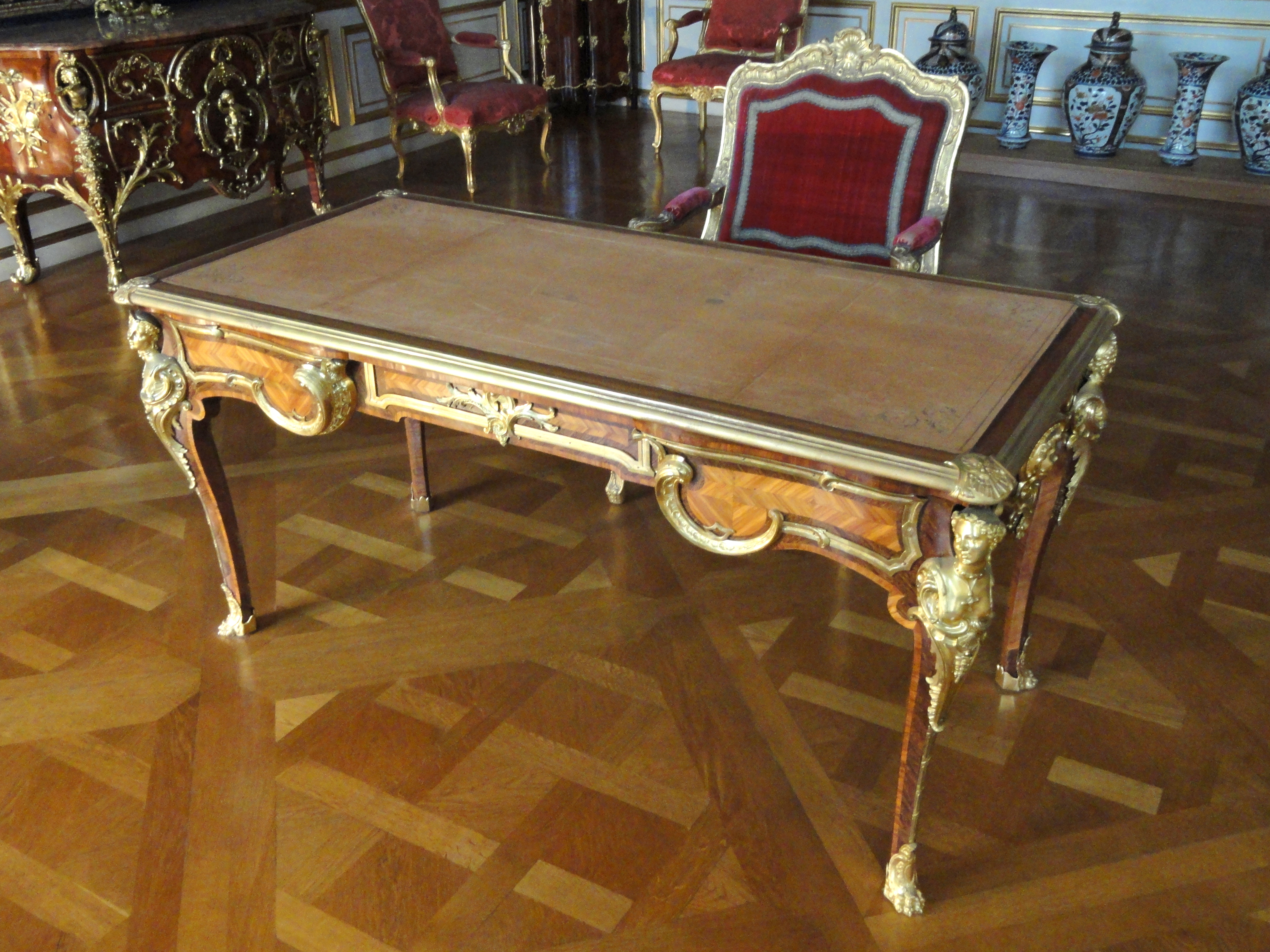
Birou cu Espagnolettes, de Charles Cressent (1730–1735)
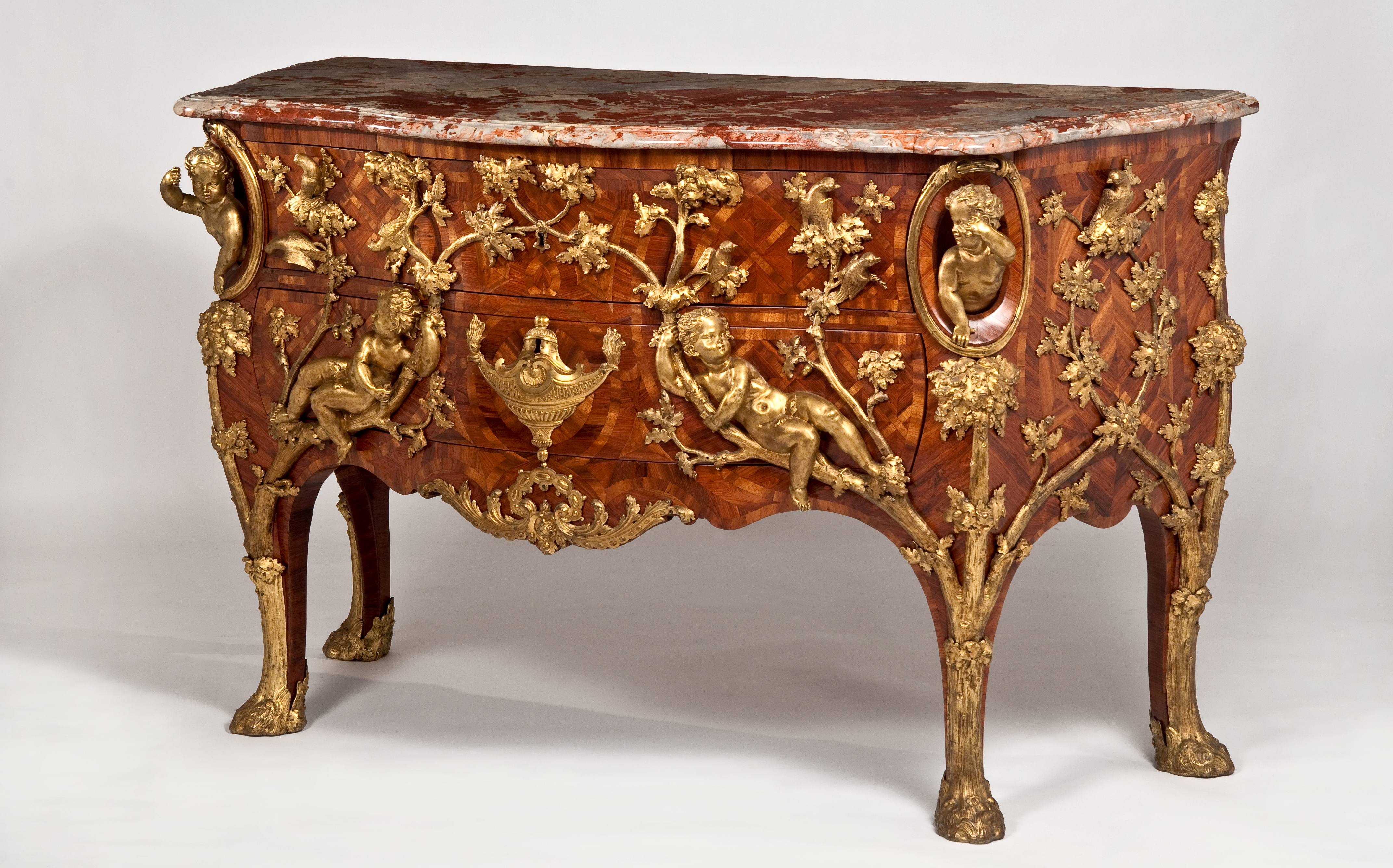
Comodă de Charles Cressent (1730), în Conacul Waddleston
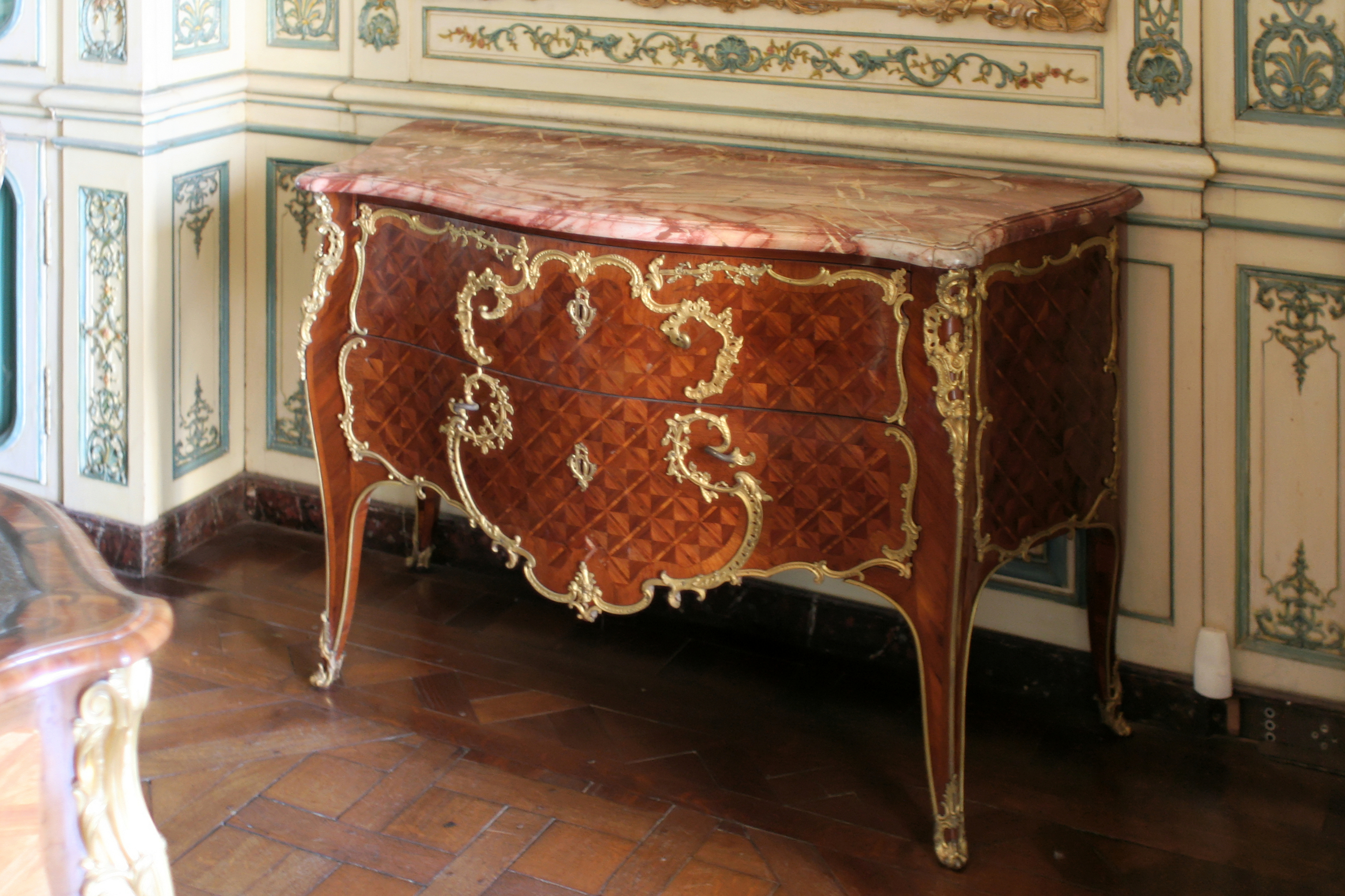
Comodă pentru Dauphin, de Mathieu Criaerd (1748)
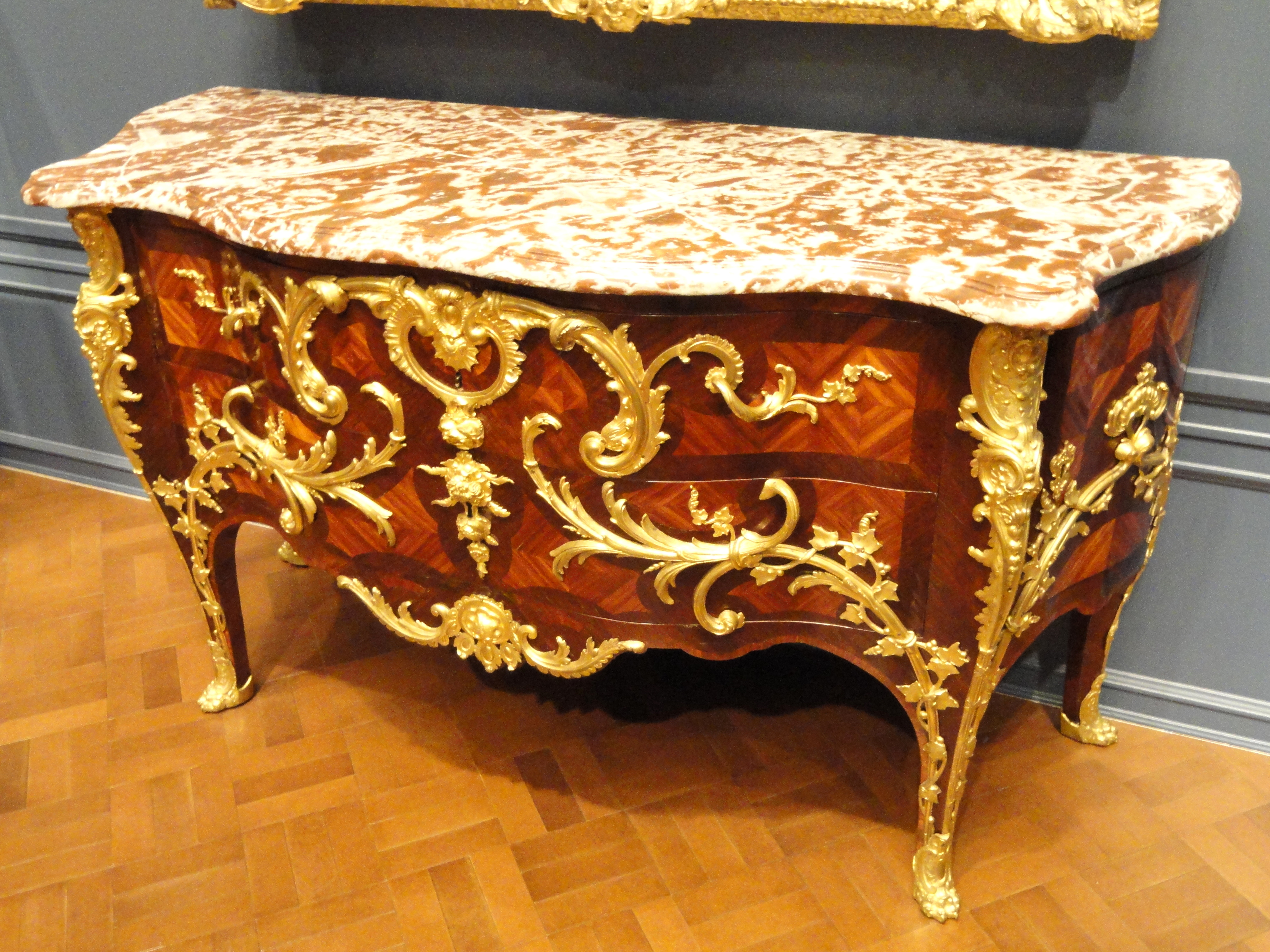
Comodă, de Charles Cressent (1745–1749), în Muzeul de Artă Nelson-Atkins

## Lucrăturile în lemn și decorarea interioarelor
Ornamentare rocaille e obișnuită pe panourile de perete din lemn și alte decorațiuni interioare între 1730 și 1750. Garnitura e realizată de obicei din lemn sculptat și aurit sau stuc pe un fundal alb. Panourile în rame au adesea picturi decorative, de obicei cu arabescuri sau modele florale colorate, și adesea prezentau animale sau subiecte exotice, amplasate în China, Japonia sau Turcia.

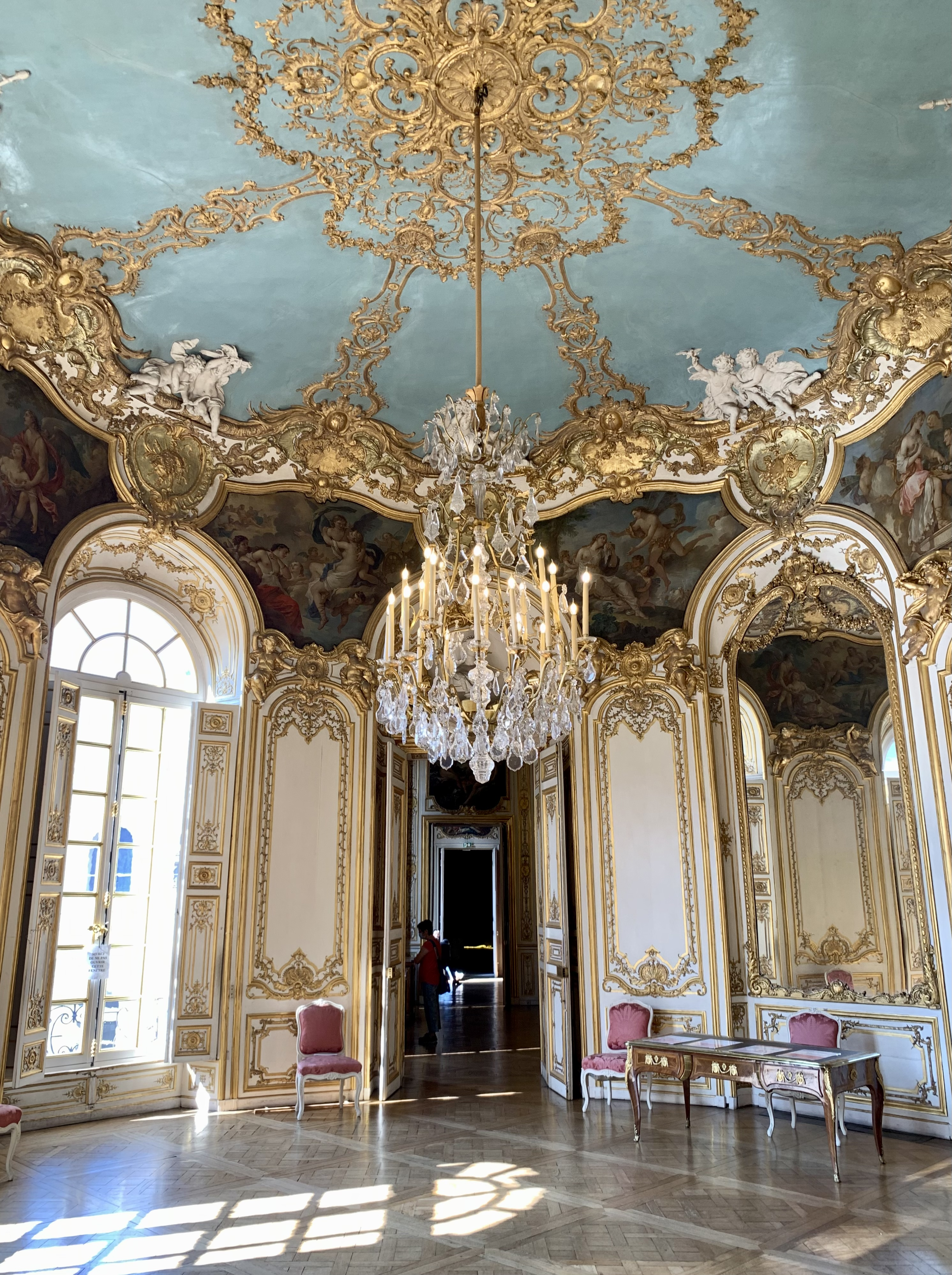
Salon din Hôtel de Soubise în Paris (1735–1740)
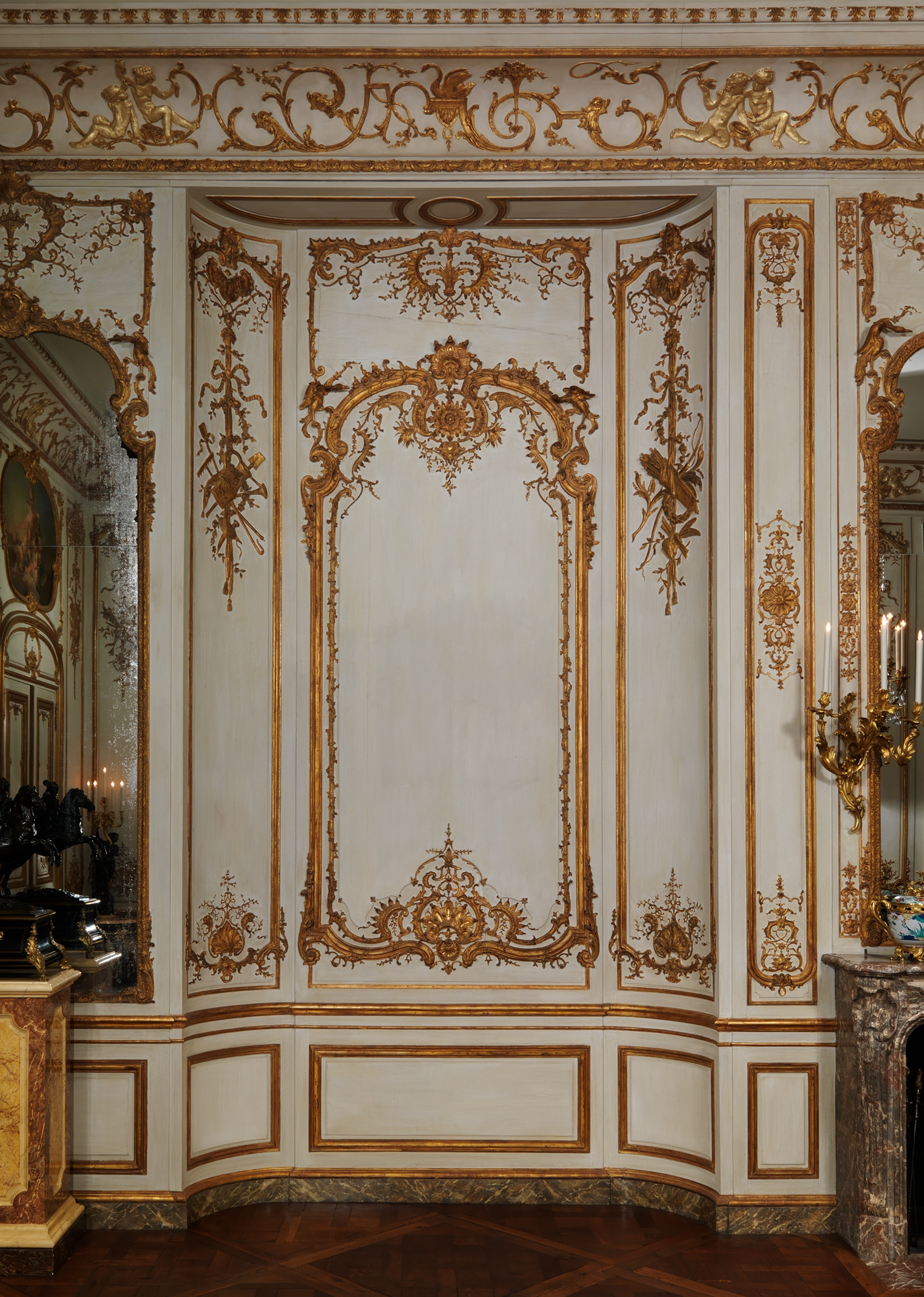
Lucrătură de lemn în Hôtel de Varengeville de Nicolas Pineau (1735)
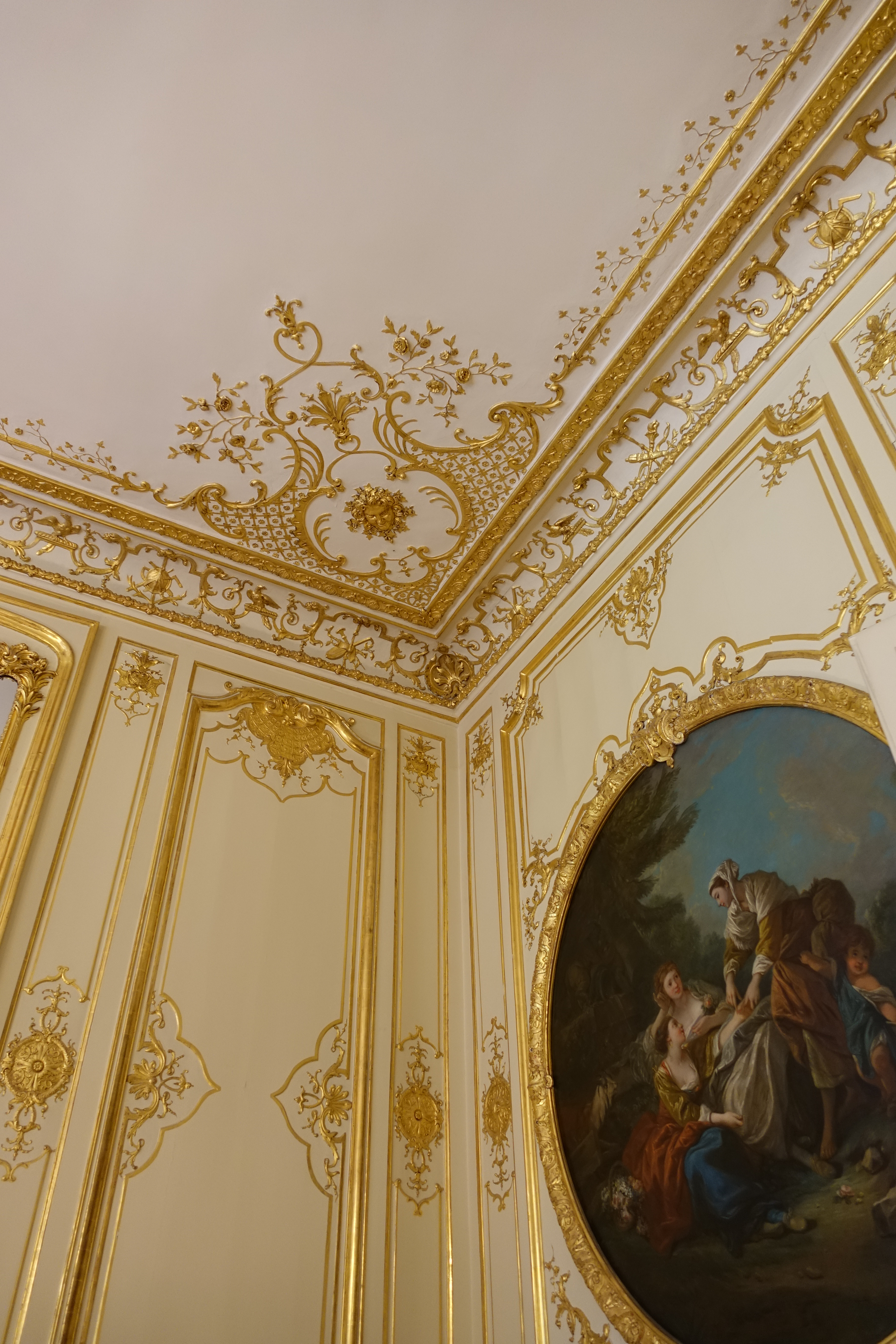
Decorare pe tavanul din biroul prim-ministrului francez, în Hôtel Matignon(1720–1725)
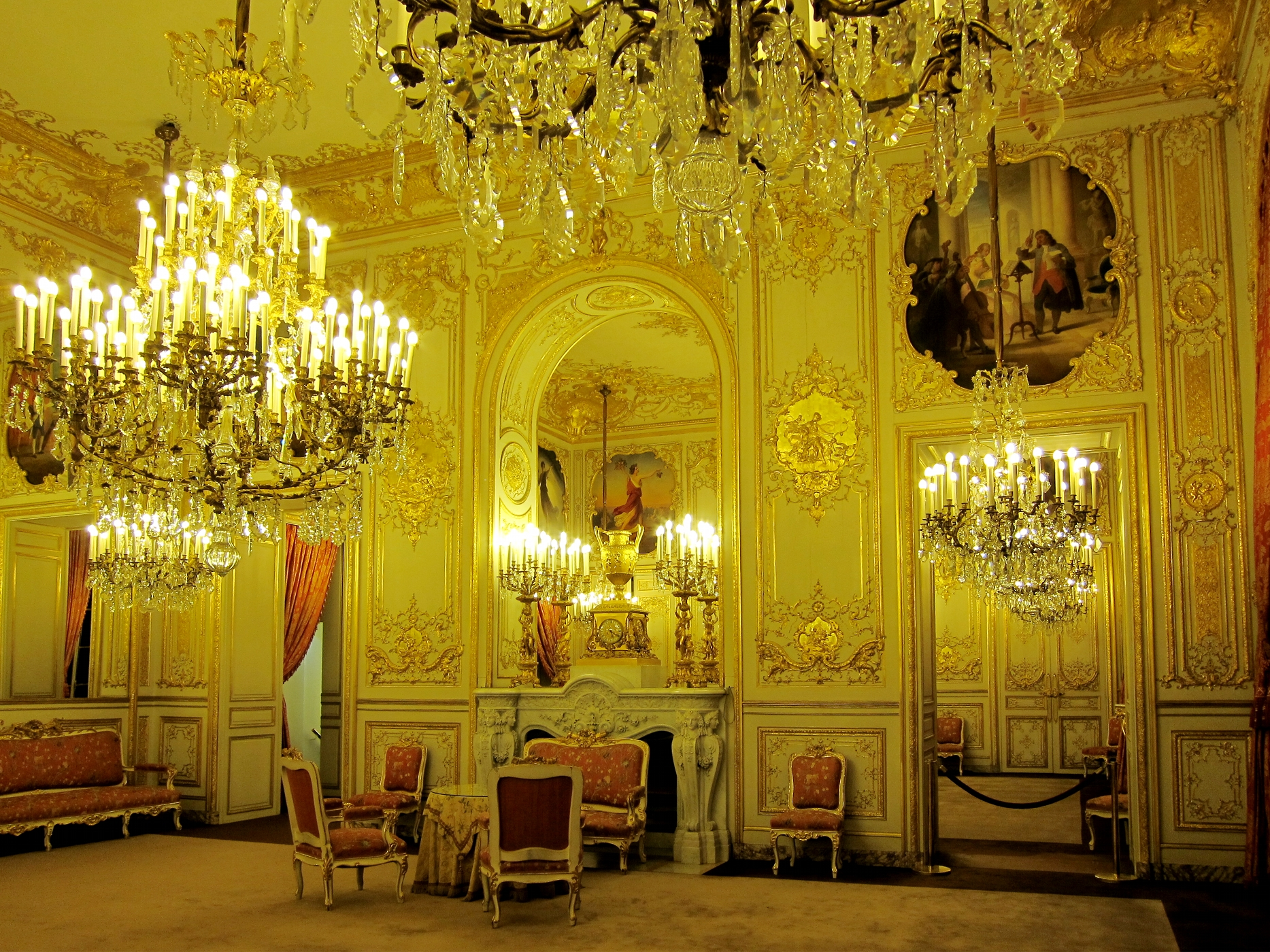
Salon din Hôtel de Lassay, acum reședința Președintelui Adunării Naționale

## Argintul, porțelanul și lucrăturile în metal
Pe lângă folosirea sa în mobilier, stilul a apărut și în porțelan și metal. În 1738, Manufacture de Vincennes a fost fondată datorită sprijinului lui Ludovic al XV-lea și al Marchizei de Pompadour, ca să concureze cu fabricile de la Chantilly și Meissen. În 1756, fabrica s-a mutată într-o clădire din Sèvres, construită la inițiativa Marchizei de Pompadour, lângă château-ulei.
Cea mai remarcabilă lucrare metalică rocaille sunt gardurile și porțile din fontă și aurite create de producătorul de fier Jean Lamour pentru noua Place Stanislas din Nancy între 1750 și 1758, pentru că Ducatul Lorena era atașat Franței. Piața a fost completată cu un ansamblu de clădiri ale căror balcoane și lămpi suspendate se potriveau cu grătarul gardului și porților.

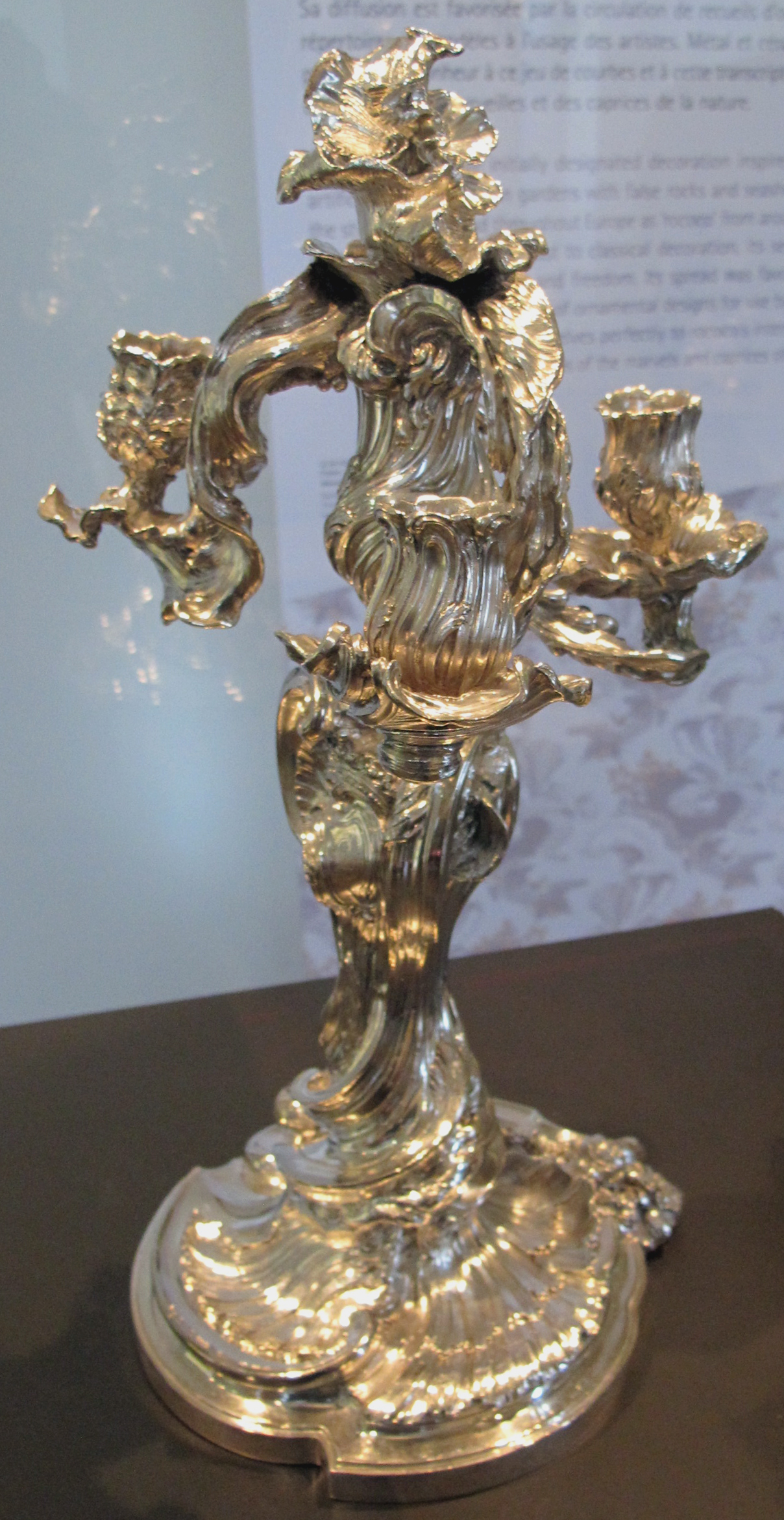
Sfeșnic de argint, de Juste-Aurèle Meissonnier (1734–1735)
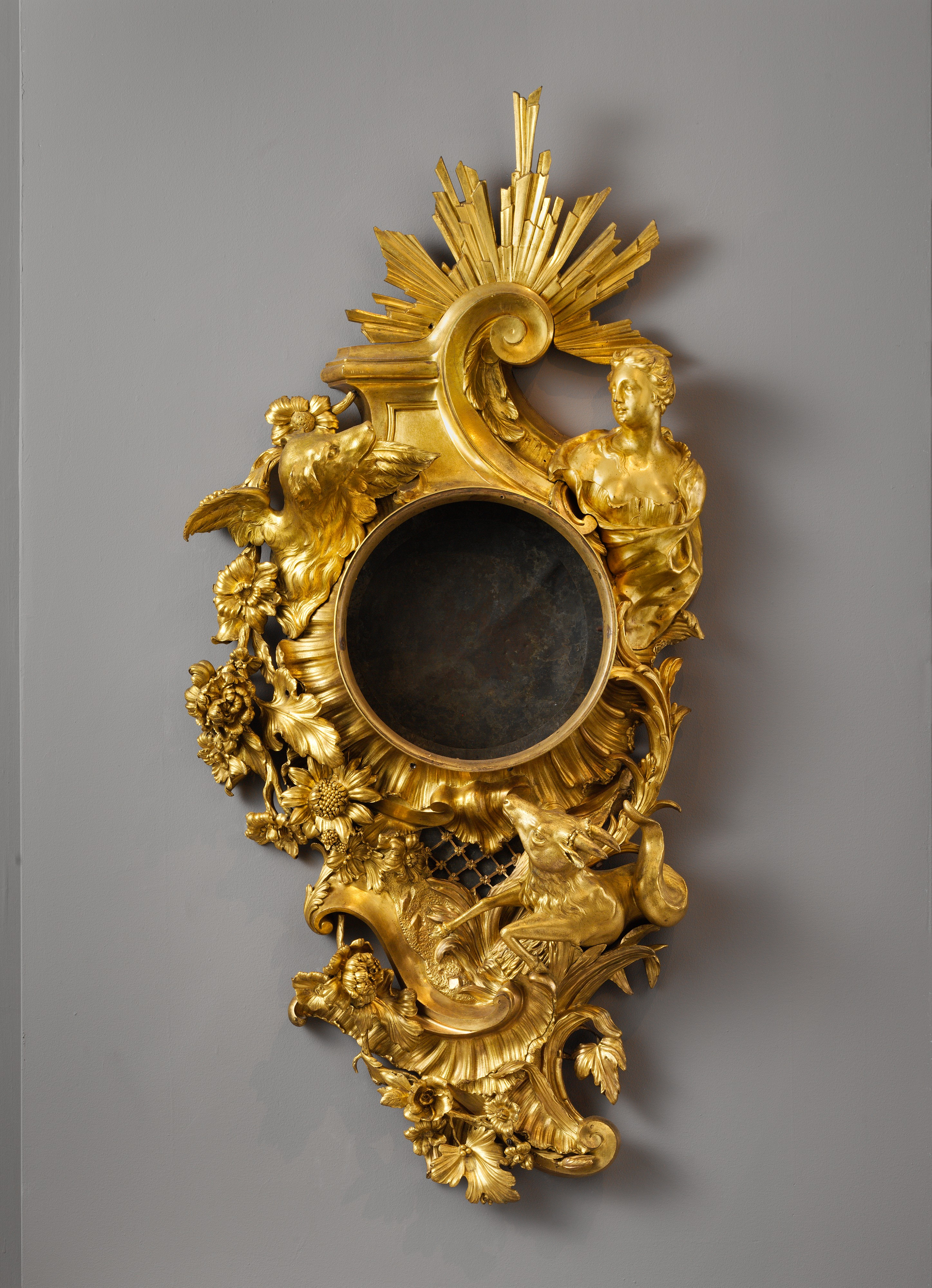
Carcasa unui ceas de perete, de Jacques Caffieri (1745–1750)
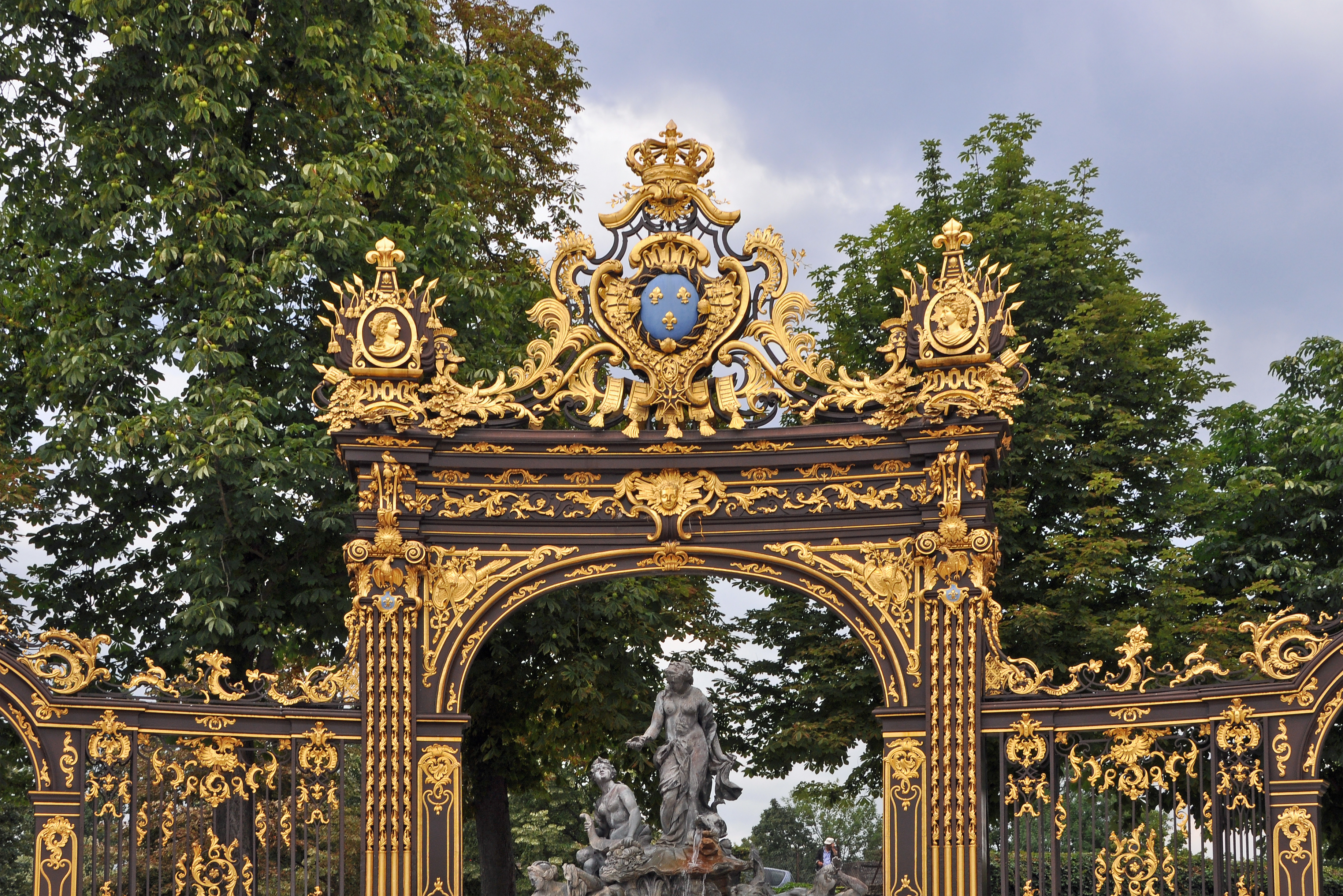
Gard de fontă aurită din Place Stanislas din Nancy (Franța), de Jean Lamour (1750–1758)
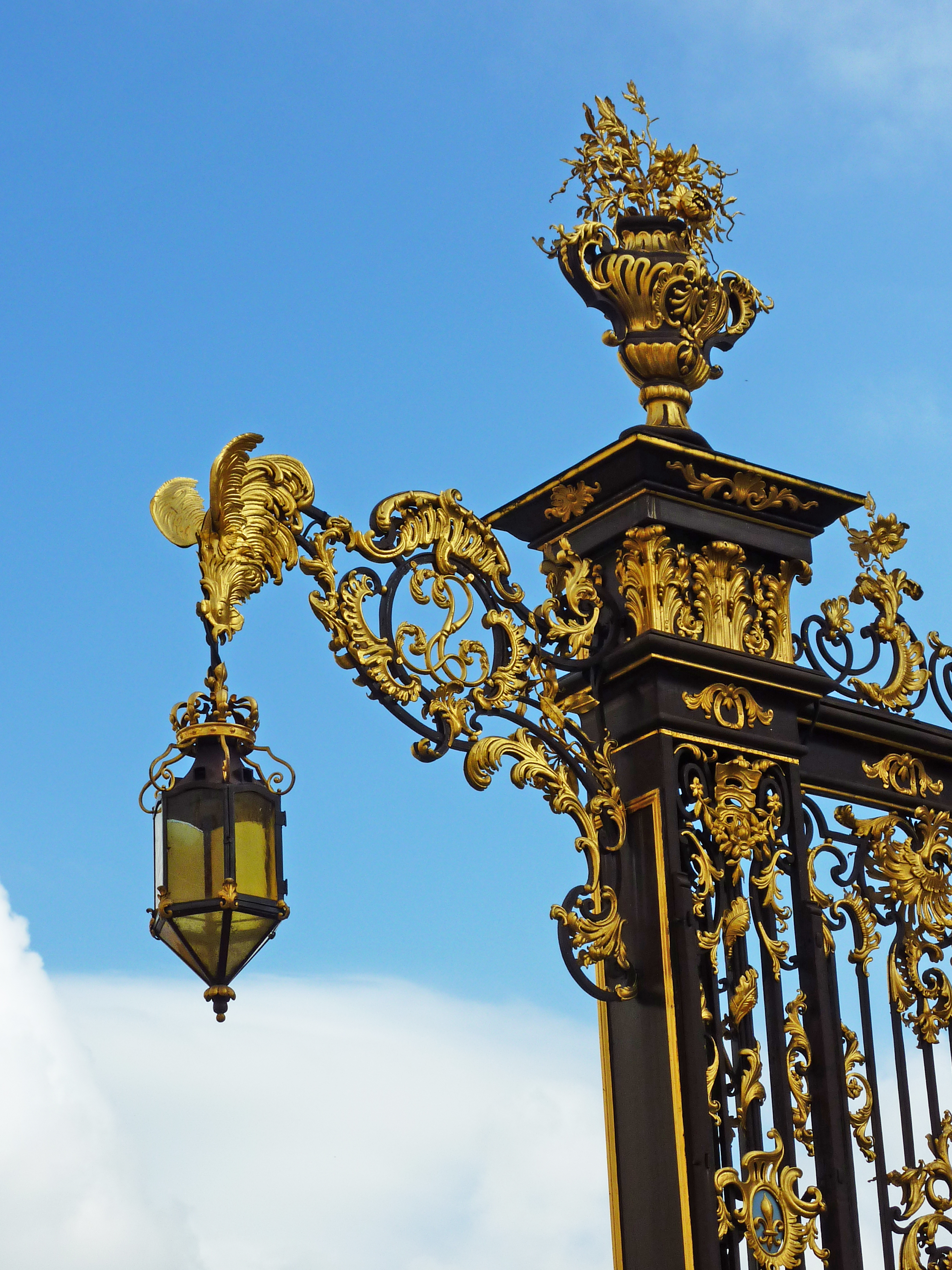
Felinar de fontă aurită din Place Stanislas, de Jean Lamour (1750–1758)
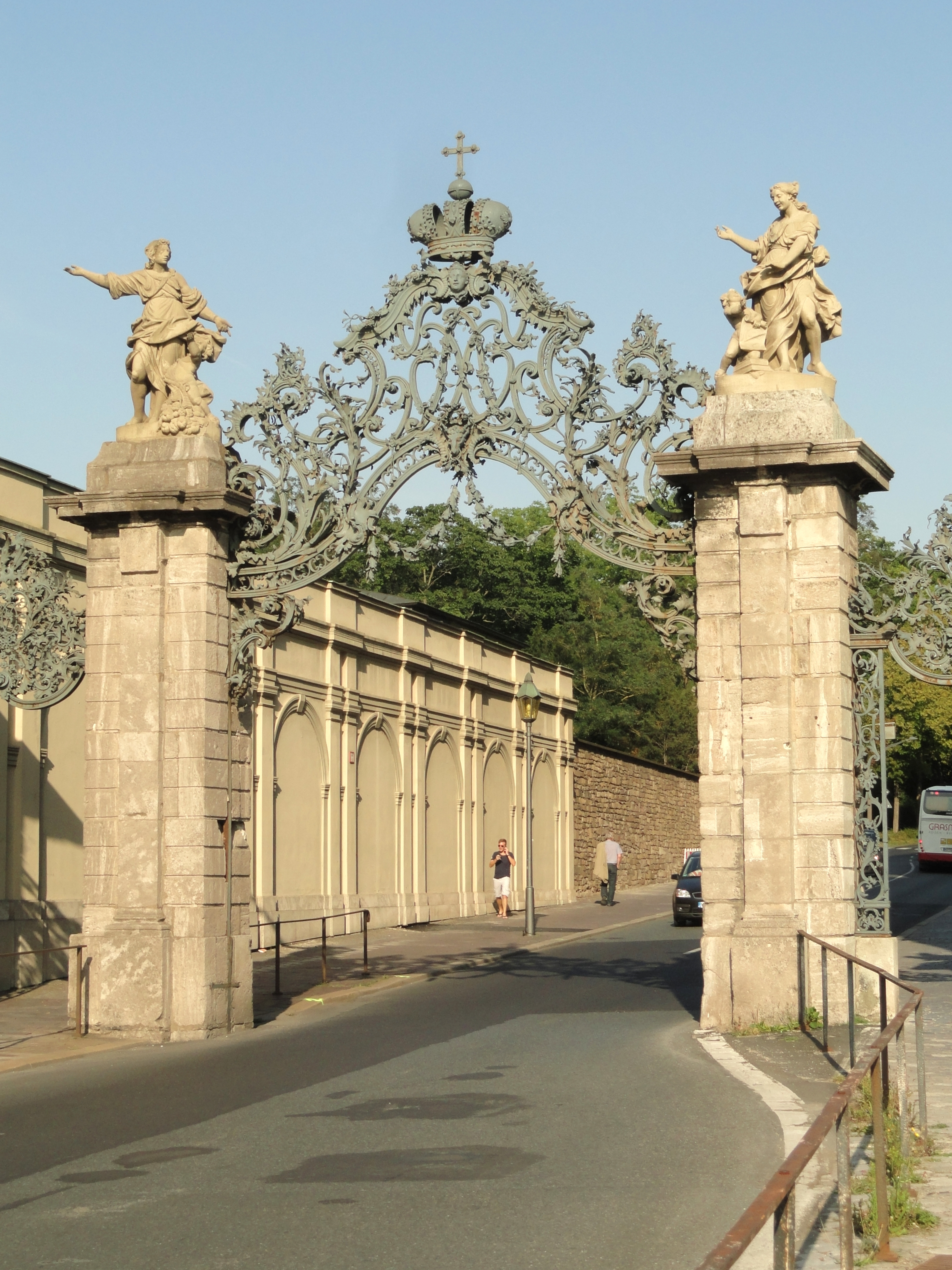
Poartă cu două statui și niște fier forjat foarte elaborat, în Würzburg (Germania), fierul forjat de Johann Georg Oegg (1752)
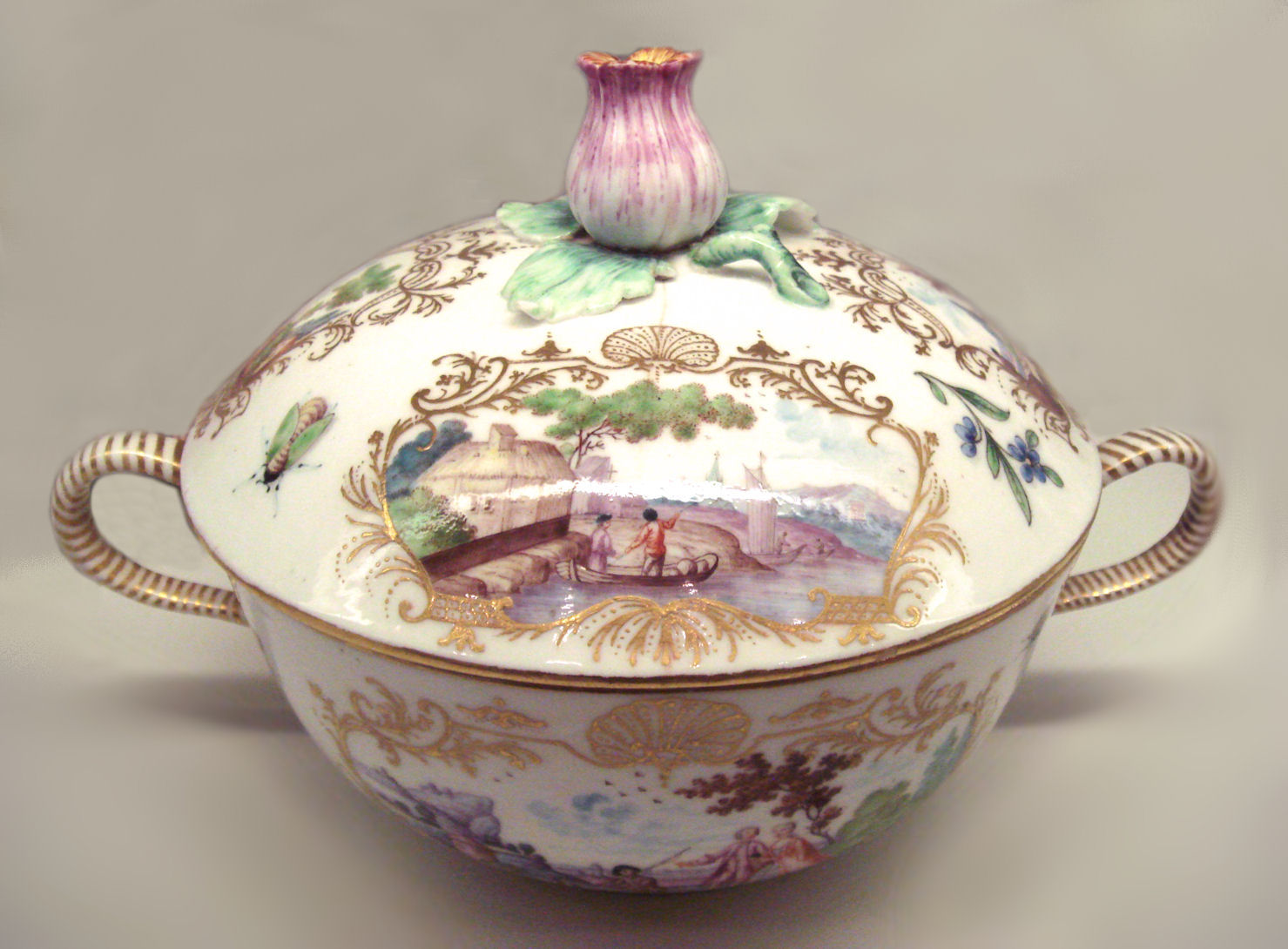
Porțelan vienez cu un design rocaille și o scenă chinezească (1749–1750)
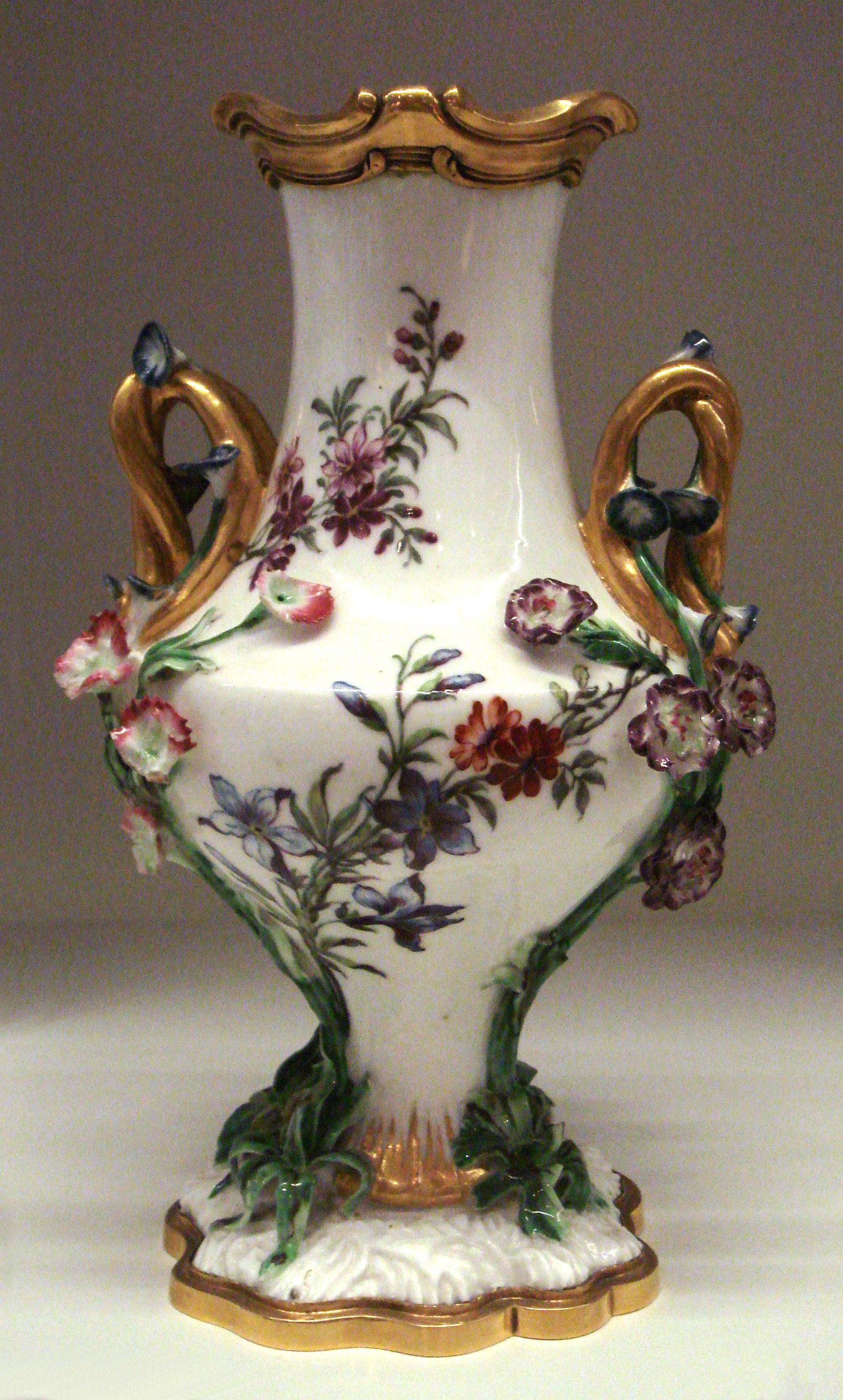
Vază de porțelan vienez, de Jean-Claude Duplessis (1753)
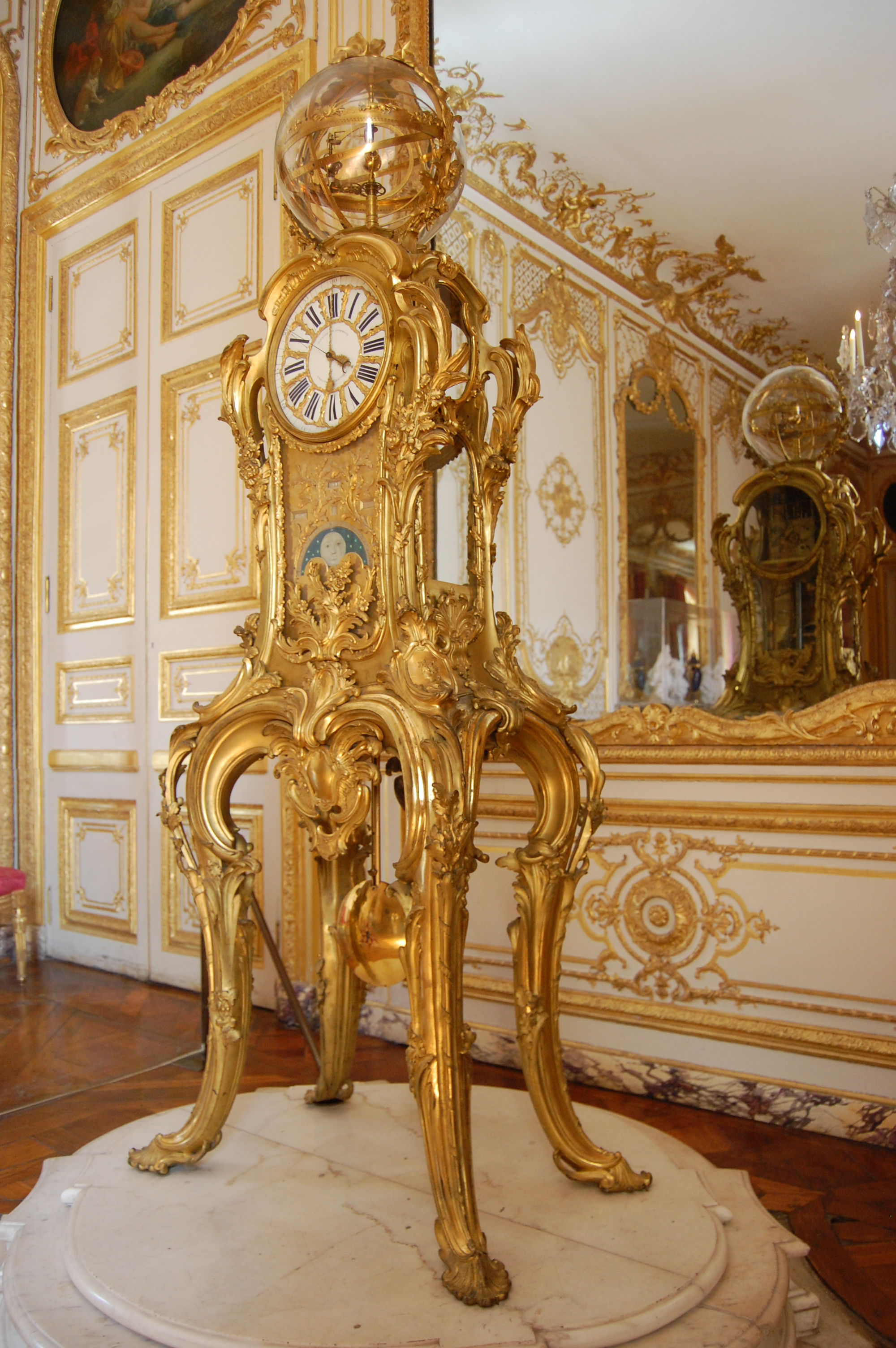
Ceas astronomic din bronz aurit, de Jacques Caffieri (1754), în Palatul de la Versailles
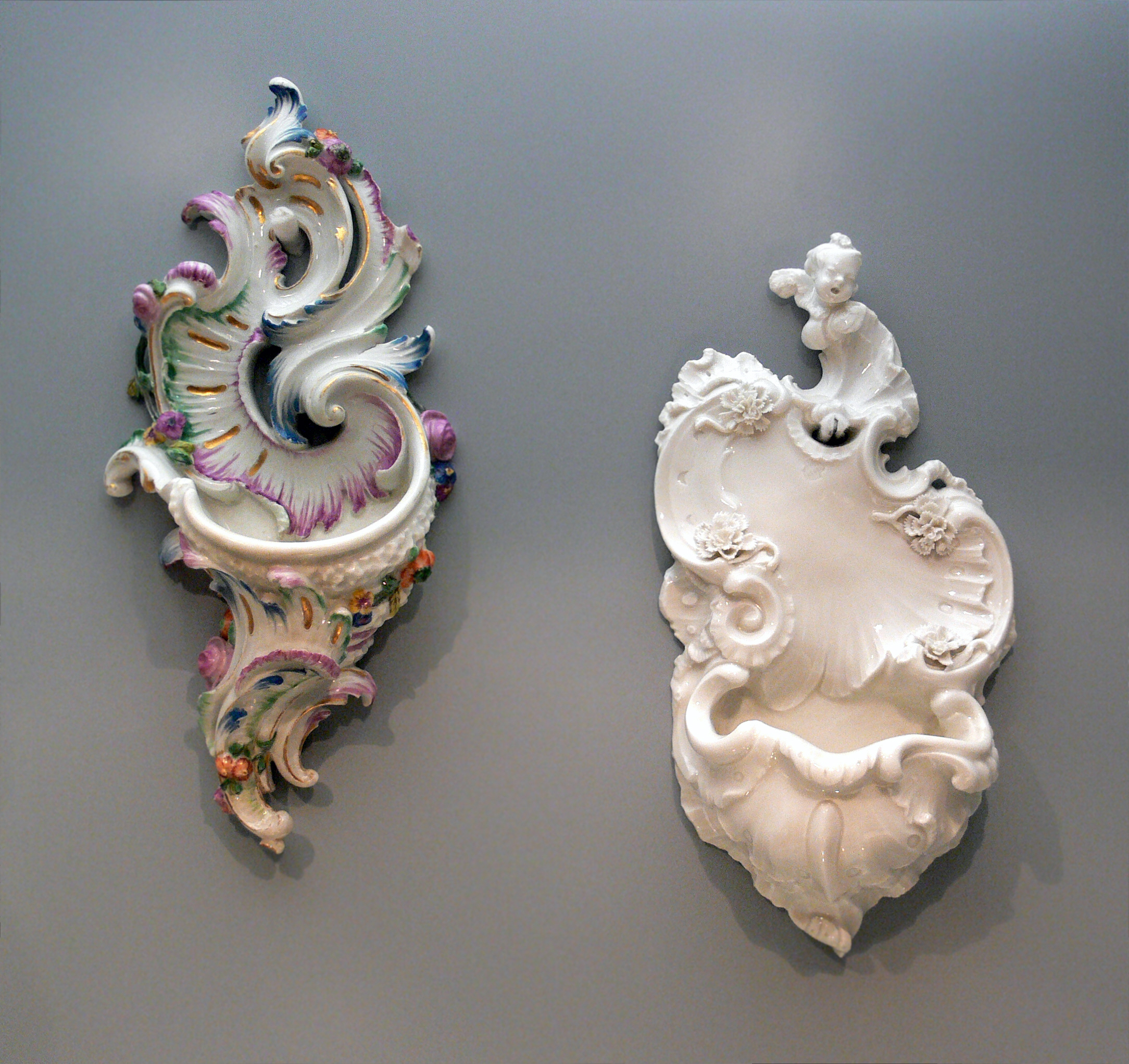
Două fonturi de apă sfințită, făcute din porțelan de Nymphenburg holy water fonts, modele probabil de Franz Anton Bustelli (în jur de 1760)
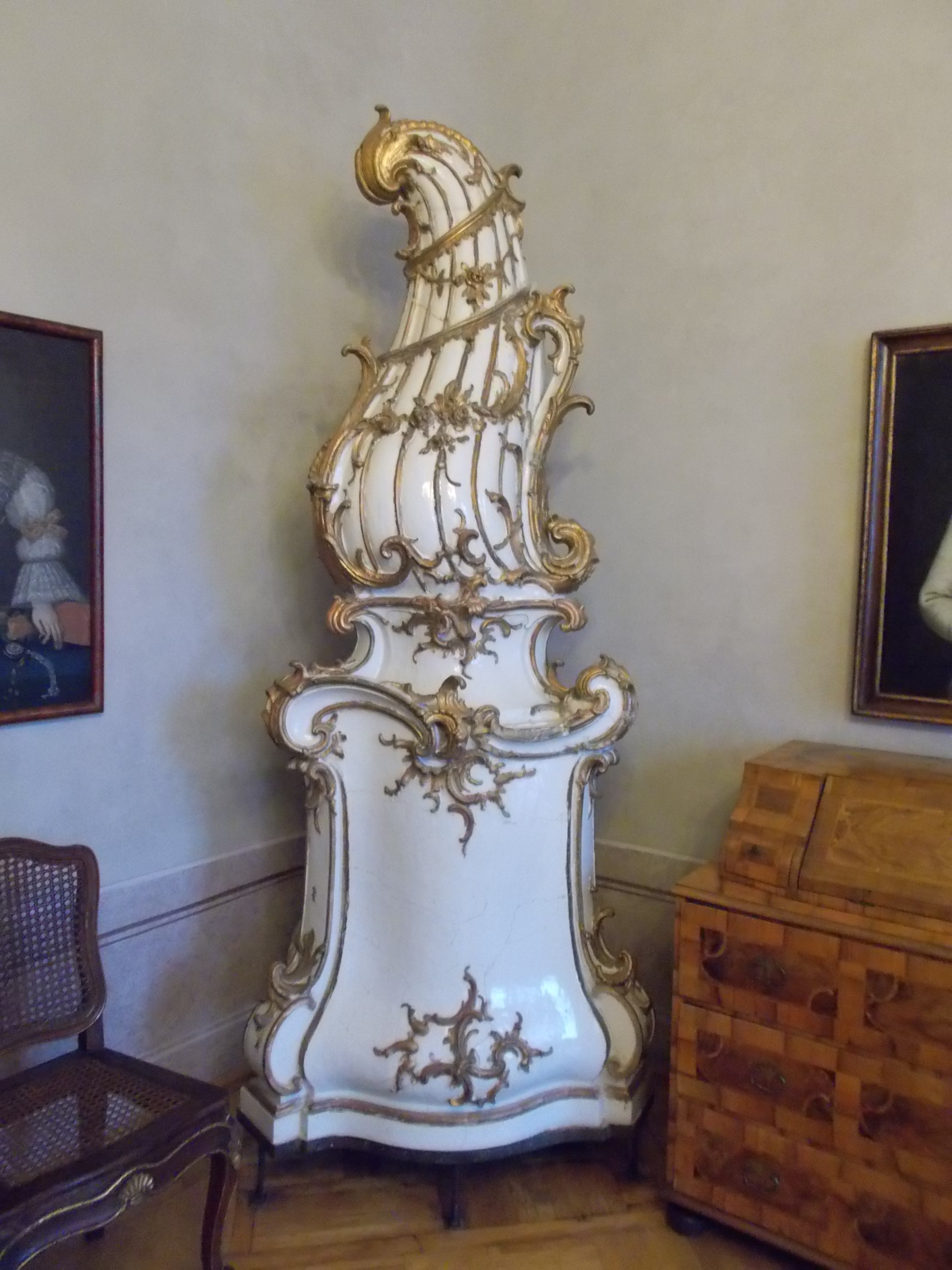
Sobă ungurească de faianță, în conacul baroc Rudnyánszky din Budapesta (secolul XVIII)

## Influență și declin
Rocailleul a influențat stilul Chippendale din Anglia și opera artistului decorativ bavarez de origine belgiană François de Cuvilliés. Stilul a devenit, de asemenea, foarte popular pentru o vreme în Italia, în special în Veneția, și s-a răspândit în Austria, Bavaria și Spania, unde a luat o formă mai exuberantă și supraîncărcată.
Descoperirea antichităților grecești începând din 1738 la Herculaneum și mai ales la Pompeii în 1748 a transformat arhitectura franceză în direcția neoclasicismului mai simetric și mai puțin flamboiant și a stilului Ludovic al XV-lea. Mobila și ornmantele au devenit mai geometrice; picioarele mobilei au devenit drepte, asemănătoare coloanelor romane sau grecești, iar sculptura ornamentală de pe exteriorul mobiliei a fost înlocuită din ce în ce mai mult cu încrustări fine din lemn multicolor.